# 2152 Hannibal
2152 Hannibal è un asteroide della fascia principale del diametro medio di circa 46,87 km. Scoperto nel 1978, presenta un'orbita caratterizzata da un semiasse maggiore pari a 3,1290933 UA e da un'eccentricità di 0,2187973, inclinata di 13,95370° rispetto all'eclittica.